# Гирудин

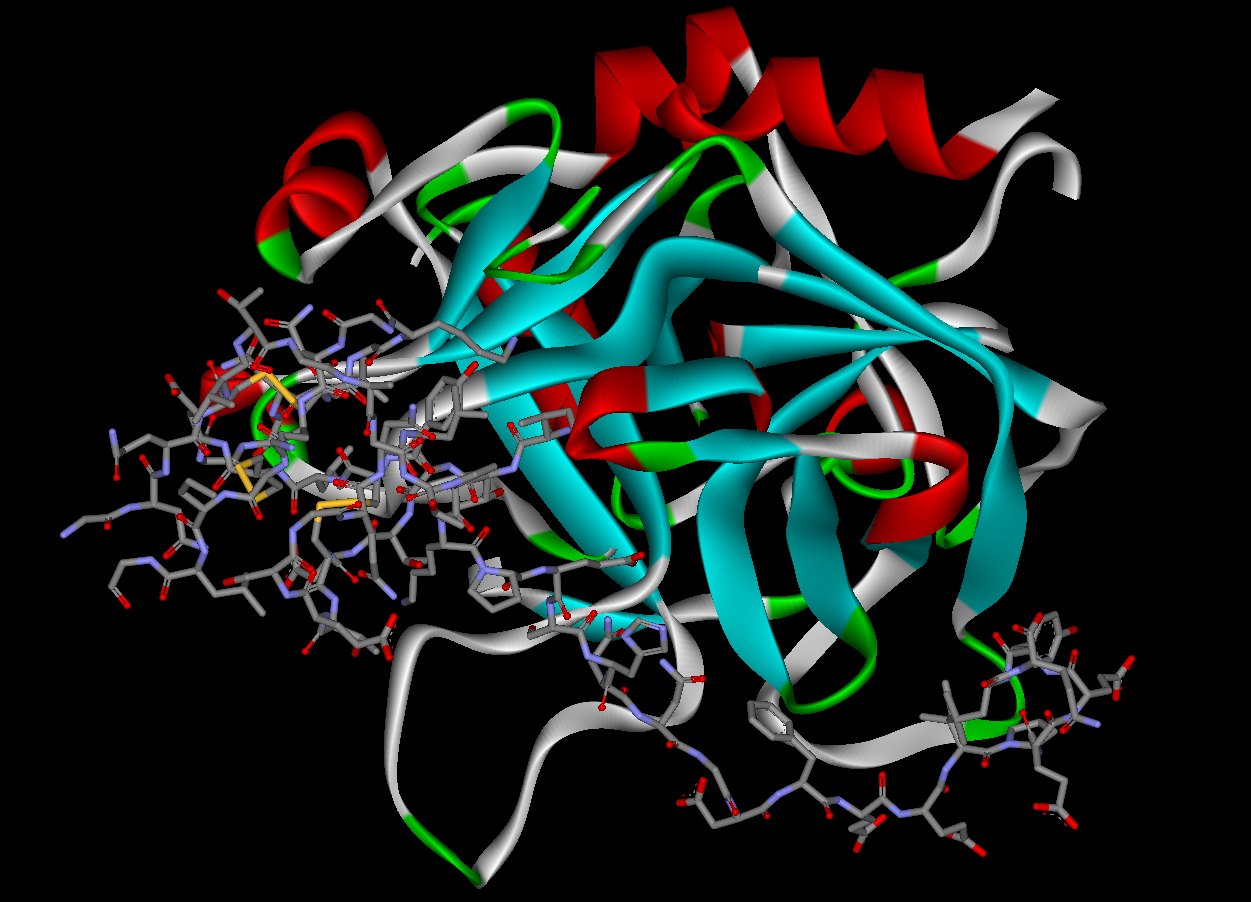

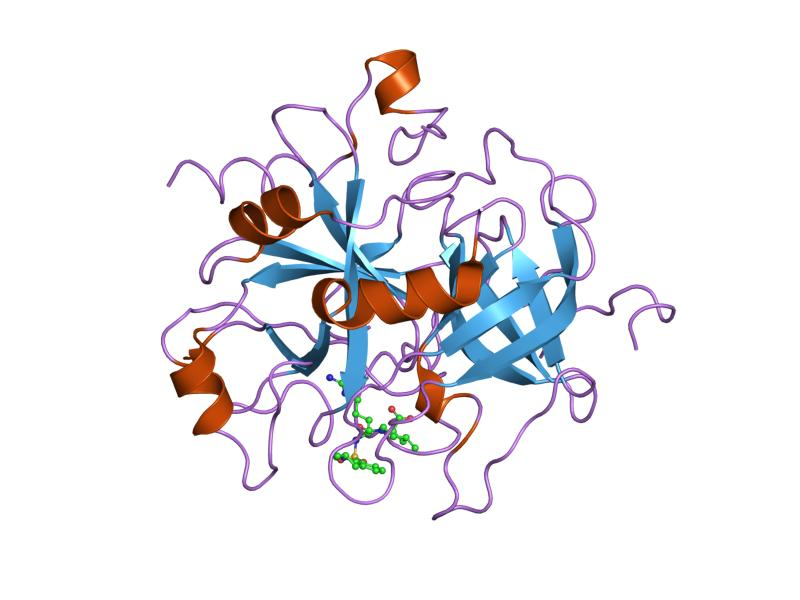

Гирудин  (лат. hirudin) — антикоагулянт, 65-членный пептид, содержащийся в слюнных железах пиявок и в некоторых видах змеиного яда (например, у бразильских копьеголовых змей); предотвращает свёртывание крови путём подавления действия фермента тромбина и воздействия на некоторые другие факторы свёртывания крови.
Открыт в 1884 году Джоном Хейкрафтом.
Имеется в виде лекарственных средств, в том числе рекомбинантный, и в составе лекарственных средств.